# (31827) 1999 VJ13
1999 في جاي 13 (ويعرف أيضًا باسم (31827) 1999 في جاي 13 وفق تسمية الكوكب الصغير) (بالإنجليزية: 1999 VJ13)‏ هو كويكب ضمن حزام الكويكبات؛ وترتيبه 31827 من حيث الاكتشاف.
اكتُشف هذا الجُرم الفلكي بواسطة بحث لنكولن عن الكويكبات القريبة من الأرض في 1 نوفمبر 1999.

## وصلات خارجية
- (31827) 1999 VJ13 في قاعدة بيانات مختبر الدفع النفاث لأجرام النظام الشمسي الصغيرة

- الاكتشاف · مخطط المدار ·  العناصر المدارية · المعلمات المادية

- (31827) 1999 VJ13 على موقع ويكي سكاي: DSS2, SDSS, GALEX, IRAS, Hydrogen α, X-Ray, Astrophoto, Sky Map, Articles and images